# Hranîcine, Novomîkolaiivka
Hranîcine (în ucraineană Граничне) este un sat în comuna Novoivankivka din raionul Novomîkolaiivka, regiunea Zaporijjea, Ucraina.

## Demografie
Componența lingvistică a localității Hranîcine
     Ucraineană (91,67%)
     Rusă (6,67%)
     Belarusă (1,67%)
Conform recensământului din 2001, majoritatea populației localității Hranîcine era vorbitoare de ucraineană (91,67%), existând în minoritate și vorbitori de rusă (6,67%) și belarusă (1,67%).